# Osvaldo Granados
Osvaldo Ernesto Granados (Buenos Aires; 4 de septiembre de 1938) es un periodista y analista económico de radio y televisión argentino.

## Biografía
Nacido en Buenos Aires, se crio en el barrio de San Telmo. Estudió el profesorado de Letras en el Instituto Superior del Profesorado. Cursó hasta 3º año en la Facultad de Economía de la UBA. En diciembre de 1976 fue uno de los socios fundadores del diario Ámbito Financiero. 

### En televisión
Entre 1984 y 1988 ue columnista económico del noticiero Buenas Noches Argentina por Canal 13, conducido por Sergio Villarruel. De 1993 a 1997 fue columnista y condujo el noticiero Nuevediario, por Canal 9. De 1999 a 2003 fue columnista del noticiero de Telefe.

### En radio
Desde 1980 es columnista de la Radio LT8 de Rosario, Radio Nihuil de Mendoza, LV 7 de Tucumán y Radio Santiago del Estero. En 2019, cuando aún estaba en Radio 10, fue suspendido de su trabajo. Actualmente forma parte del equipo de Radio Rivadavia en el programa de Ari Paluch “El Exprimidor”, que se emite de lunes a viernes de 20 a 22hs.